# Зулоян, Самвел
Самвел Зулоян (Зуло)  (1956, Кировакан, ныне Ванадзор — 2000, Ванадзор) — армянский поэт.

## Биография
Окончил факультет армянского языка и литературы Кироваканского педагогического института.
Впервые опубликовался в 1979 году в газете «Авангард».
Регулярно опубликовался в республиканской прессе Армении.
С 1995 года был членом Союза писателей Армении.
В 1996—2000 годах был руководителем Лорийского областного отделения Союза писателей Армении:

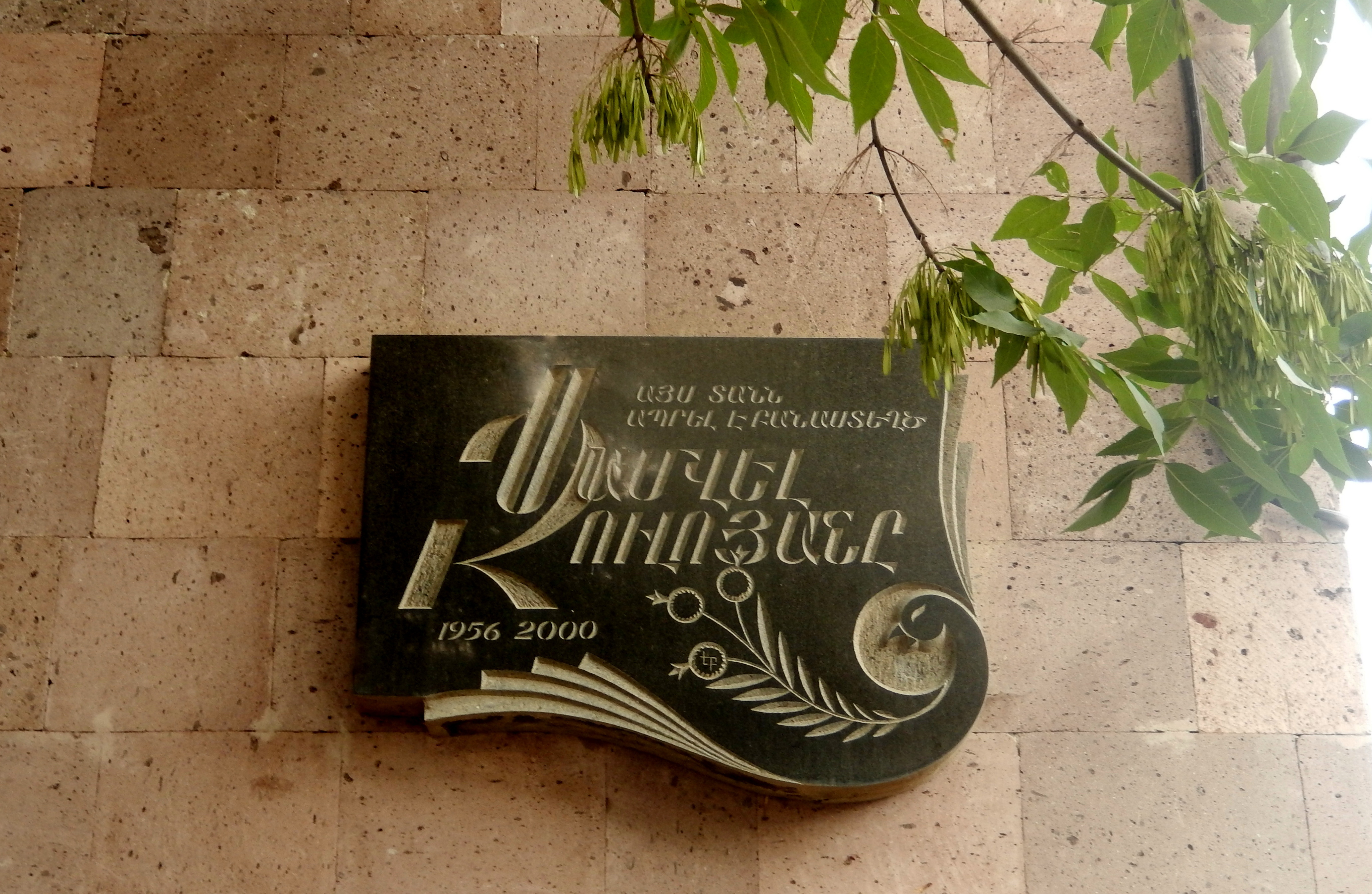
Памятная доска Самвела Зулояна в Ванадзоре

В 1996 году опубликовал сборник стихов под названием «От себя до я».
Посмертно под названием «Человек на стене» вышел в свет сборник его стихов, которая включает в себя почти все литературное наследие поэта: